# Bronisław Bończak
Bronisław Bończak (ur. 10 lutego 1898 w Bierzwiennej, zm. wiosną 1940 w Charkowie) – kapitana marynarki Wojska Polskiego, działacz niepodległościowy, ofiara zbrodni katyńskiej.

## Życiorys
Syn Stanisława i Felicji ze Śniecikowskich urodzony 10 lutego 1898 w Bierzwiennej, w ówczesnym powiecie kolskim guberni kaliskiej. Działał w Polskiej Organizacji Wojskowej. W 1920 roku kształcił się w Szkole Podchorążych Piechoty w Warszawie. Brał udział w wojnie polsko-bolszewickiej w szeregach Flotylli Wiślanej. W sierpniu 1920 roku na krótki czas wyznaczono go oficerem mundurowym I batalionu pułku morskiego, następnie jako podchorąży służył w I eskadrze lotnictwa morskiego w Pucku. Po awansie na podporucznika marynarki, 1 listopada 1921 roku został skierowany na II Tymczasowy Kurs Instruktorski dla Oficerów w Toruniu, który ukończył 1 października 1923 roku w stopniu porucznika marynarki. W okresie od 1923 do 1929 roku zajmował różne stanowiska we Flocie w Gdyni, m.in. oficera ordynansowego komendanta Portu Wojennego. W 1929 roku przeniesiono go do Flotylli Pińskiej, a w 1930 roku powrócił do Gdyni na oficera wachtowego ORP „Wilia”.
Od 1932 roku służył we Flotylli Rzecznej Marynarki Wojennej w Pińsku. W 1933 roku został dowódcą na monitorze rzecznym ORP „Warszawa”, natomiast w latach 1935–1936 był dowódcą kompanii rekruckiej w Kadrze Flotylli Rzecznej. W maju 1939 roku wyznaczono go pełniącym obowiązki dowódcą III dywizjonu bojowego, z którym brał udział w kampanii wrześniowej. 17 września wykonał rozkaz samozatopienia jednostek pływających w związku z wkroczeniem Armii Czerwonej i objął dowództwo nad oddziałami wycofującymi się z Płotnicy. 25 września dostał się do niewoli sowieckiej, był przetrzymywany w Starobielsku. Wiosną 1940 roku został zamordowany przez funkcjonariuszy NKWD w Charkowie i pogrzebany potajemnie w bezimiennej mogile zbiorowej w Piatichatkach, gdzie od 17 czerwca 2000 roku mieści się oficjalnie Cmentarz Ofiar Totalitaryzmu w Charkowie. Figuruje na Liście Starobielskiej NKWD pod pozycją 60.

## Upamiętnienie
- 5 października 2007 roku minister obrony narodowej Aleksander Szczygło mianował go pośmiertnie na stopień majora[3][4][5]. Awans został ogłoszony 9 listopada 2007 roku w Warszawie, w trakcie uroczystości „Katyń Pamiętamy – Uczcijmy Pamięć Bohaterów”[6][7][8].

## Odznaczenia
- Krzyż Walecznych
- Srebrny Krzyż Zasługi
- Medal Niepodległości – 16 września 1931 „za pracę w dziele odzyskania niepodległości”[9]
- Medal Pamiątkowy za Wojnę 1918–1921
- Medal Dziesięciolecia Odzyskanej Niepodległości